# زورابی گدخائوری
زورابی گدخائوری (به روسی: Зураби Гедехаури؛ زادهٔ ۳۰ ژوئیهٔ ۱۹۹۴) یک کشتی‌گیر فرنگی‌کار اهل کشور روسیه است.
از افتخارات وی می‌توان به کسب مدال نقره قهرمانی کشتی جهان ۲۰۲۱ اشاره کرد.

## فعالیت حرفه‌ای

### قهرمانی کشتی جهان ۲۰۲۱
گدخائوری در وزن ۱۳۰ کیلوگرم کشتی فرنگی قهرمانی کشتی جهان ۲۰۲۱ اسلو شرکت کرد، او در این مسابقات مانتاس کنیستاتاس از لیتوانی، عثمان ایلدیریم از ترکیه و یاکوبی گاجایا از گرجستان را شکست داد و به فینال رسید. وی در دیدار نهایی به علی‌اکبر یوسفی از ایران باخت و به مدال نقره رسید.